# Wieniamin Kawierin
Wieniamin Aleksandrowicz Kawierin (ros. Вениамин Александрович Каверин; właściwe Wieniamin Aleksandrowicz Zilber, ros. Вениамин Александрович Зильбер; ur. 6 kwietnia?/19 kwietnia 1902 w Pskowie, zm. 2 maja 1989 w Moskwie) – rosyjski i radziecki pisarz. Należał do ugrupowania literackiego Bracia Serafiońscy (ros. Sierapionowy Bratja). Jego Najsłynniejszym dziełem jest powieść przygodowa „Dwaj Kapitanowie”.

## Twórczość
Zadebiutował w 1921 roku opowiadaniem Odinnadcataja aksioma. W powieściach: Skandalista, czyli wieczory na Ostrowie Wasilewskim (1928) oraz Artysta nieznany (1932) (łączne pierwsze polskie wydanie w 1985 roku) poruszył problemy środowiska literackiego, stosując stylizację groteskowo-fantastyczną w tradycji E.T.A. Hoffmanna.
Kolejne jego powieści powstawały w konwencji tradycyjnej z elementami sensacji: Spełnione życzenia (tom 1-2, lata 1934–1936, wydanie polskie w 1959 roku) oraz Dwaj kapitanowie (tom 1, 1938, tom 2, 1944, wydanie polskie w 1949 roku). Po II wojnie światowej w latach 1949–1956 opublikował trylogię Otwarta księga (pierwsze wydanie polskie w latach 1949–1958). Ponadto napisał autobiografię Nieznany przyjaciel (1960, wydanie polskie 1960), powieść satyryczną Siedem par nieczystych (1962, wydanie polskie 1964), powieść rozrachunkową Kosoj dożd' (1963), trylogię Oswieszczonnyje okna (1974), utopijną baśń satyryczno-groteskową Wierlioka (1982), a także sztuki teatralne. W 1965 roku opublikował wspomnienia zebrane w tomie Witaj, bracie! (wydanie polskie 1969).
Zmarł 2 maja 1989 roku w Moskwie. Został pochowany na tamtejszym Cmentarzu Wagańkowskim.

## Nagrody
- 1946: Nagroda Stalinowska II stopnia za powieść Dwaj Kapitanowie